# Debora Caprioglio

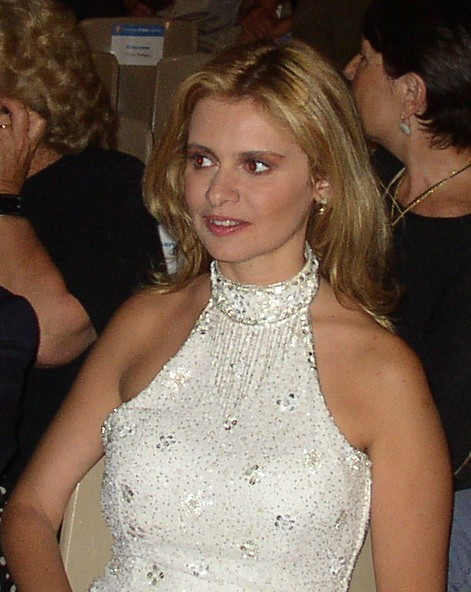
Debora Caprioglio, 2003

Debora Caprioglio (* 3. Mai 1968 in Mestre) ist eine italienische Schauspielerin.

## Leben
Im Jahr 1986 lernte die damals 18-Jährige den deutschen Schauspieler Klaus Kinski kennen, mit dem sie von 1987 bis 1989 liiert war. Aufsehen erregte der Altersunterschied zu Kinski, der zu diesem Zeitpunkt über 60 Jahre alt war. Die 1,65 Meter große Debora Caprioglio wirkte neben Kinski in Filmen wie I grandi cacciatori (1988) und Kinski Paganini (1989) mit. Im Abspann von Kinski Paganini wird sie als Debora Kinski geführt, obwohl sie nie mit Klaus Kinski verheiratet war.
Zu größerer Bekanntheit gelangte Caprioglio allerdings unter Regisseur Tinto Brass. Ihre Rollen verlangten allerdings neben der Zurschaustellung ihrer körperlichen Reize wenig von ihr. Neben der Filmtätigkeit war sie in Fernsehfilmen und Theaterstücken (so in Frank Wedekinds Lulu) zu sehen und arbeitete auch als Model. Erst Francesca Archibugi ließ sie aus dem Klischee ausbrechen, als sie Caprioglio in Con gli occhi chiusi besetzte. 2002 war sie auf der Bühne unter Mario Missiroli in Ernst sein ist alles zu sehen.
Nach ihrem Abitur im Jahr 1988 studierte Caprioglio vier Jahre Jura an der Universität Bologna.
Bei der fünften Staffel der Reality-Show L'isola dei famosi (italienische Version der US-amerikanischen Sendung Celebrity Survivor) wirkte Caprioglio als Teilnehmerin mit.

## Filmographie (Auswahl)
- 1988: I grandi Cacciatori
- 1989: Kinski Paganini (Paganini)
- 1991: Paprika – Ein Leben für die Liebe (Paprika)
- 1992: The Smile of the Fox (Spiando Marina)
- 1994: Con gli occhi chiusi
- 1996: Die Bibel – Samson und Delila (Samson and Delilah)
- 1998: Mord im Kloster (La quindicesima epistola)
- 2005: Provaci ancora prof! (Serie)
- 2014: Il pretore
- 2014: La nostra terra
- 2016: Un'avventura romantica